# 傑夫·薩瑟蘭
傑夫·薩瑟蘭（英語：Jeff Sutherland,1941年6月20日—），是产品管理框架Scrum的创造者之一。1995年，他与肯·施瓦伯一起在OOPSLA上发表介绍了Scrum。2001年，杰夫为敏捷软件开发宣言的起草做出了重要贡献。他与肯·施瓦伯一同专业并维护了含有Scrum这一框架官方定义的《Scrum指南》。

## 生平
杰夫`萨瑟兰畢業於西點軍校。1967年，他曾加入美国空军并就职于乌隆皇家泰国空军基地，驾驶F-4鬼怪II执行侦察任务。退伍後，在史丹佛大學取得統計學碩士，并担任西点军校的数学教授。後於科羅拉多大學醫學院取得生物測定學博士学位。杰夫曾任美國國家癌症中心研究員。進入企業界后，曾在多間企業擔任軟體技術長。
1993年，發表Scrum。